# Cutlog
Fondée et dirigée par Bruno Hadjadj, artiste plasticien et scénographe, cutlog est une manifestation d'art contemporain qui se déroule chaque année depuis 2009 au mois d’octobre à Paris,. 
Pendant plusieurs jours, cette exposition artistique et commerciale, devient le lieu de rencontre international entre galeristes, collectionneurs, conservateurs, directeurs de musées et personnalités du monde de l’art contemporain international. En mai 2013, elle s'exporte à New York avec succès.
En 2015, cutlog change de format et de style. La manifestation devient un rendez-vous où artistes et curateurs « prennent le pouvoir » place Saint-Germain-des-Prés dans l'un des lieux secrets parisiens.
En 2016, du 11 au 13 novembre, cutlog investi un autre lieu secret : l'hôtel particulier Montmartre. Les facades, jardins, suites, couloirs, salons et bars de l'hôtel seront investis par des projets vidéo et une sélection de photographes contemporains.

## cutlog 2009

### Galeries 2009
| - Artfact’Paris, Londres - Art Onion, Tokyo - Artstanding, Londres - Bombes Production, New York - Caroline Vachet, Lyon - Crèvecœur, Paris - Cruise & Callas, Berlin - Emotion - Lydie Trigano, Paris - Galerie de l'instant, Paris - Gavriel; Bremen - Heidigalerie, Nantes - Hengevoss-Duerkop, Hambourg - Hübner+Hübner, Francfort - Icoba Group, New-York - Imaginart, Barcelone - Kwadrat, Berlin - La aurora, Murcia - Les Singuliers, Paris - Mangallery, Lindau - Pack of patches, Jena - Pascaline Mulliez, Paris - Patricia Dorfmann, Paris - Philippe Chaume, Paris - Raina Lupa, Barcelone - spree, Paris - Slotine, Paris - Tokyo Gallery+BTAP |

## cutlog 2010

### Invités 2013
- L'Atlas[6]

### Galeries 2010
| - A Galerie Paris - Arrière Boutique, Paris - Artfact’Paris, Londres - Artraces, Vincennes - Aureus Contemporary, Providence - Bombes Production / Galerie G, Paris - Cariou, Paris - Cassinart, Pontault-Combault - Clear, Tokyo - Emotion - Lydie Trigano, Paris - Espacio Valverde, Madrid - Frantic, Tokyo - Freak Wave, Paris - Géraldine Banier, Paris - Golden Brain, Paris - Hengevoss-Duerkop, Hambourg - Icoba Group, New-York - Imaginart, Barcelone | - Kohler und partner Berlin - Jean-Marc Laik, Koblenz - Le 5 Opéra, Paris - Noda Contemporary, Nagoya - Nuke, Paris - Pack of patches, Jena - Espace Pierre Loudmer, Paris - Lebenson, Paris - Les Singuliers, Paris - Nathalie et Alexandre Callay Project, Neuilly sur Seine - Nostress, Prague - Photo4, Paris - Polka, Paris - spree, Paris - United Art Contemporary, Bruxelles - Xavier Nicolas, Paris - Crash Magazine |

## cutlog 2011

### Galeries 2011
| - [ART 1307, Naples - Artmoser - photography, Paris - Artzoneproject, Milan - Aureus contemporary, Providence - Cariou Project, Paris - Clear, Tokyo - D.A.F.NA, Naples - Editions Higgins, Montreuil - Fabbrica, Milan - Francesco Gattuso Artproject, Milan - Frantic, Tokyo - Gabriel & Gabriel, Paris - Galerie & edition Hoffmann, Friedberg/Hessen - ALB Anouklebourdiec, Paris - Alex Schlesinger, Zurich - AM PARK, Francfort - Antonine Catzeflis, Paris - BS ART, Neuilly sur Seine - Evelyne Heno, Paris | - Les singuliers, Paris - Michaela Stock, Vienne - Kerstin Hengevoss-Dürkop, Hambourg - Isis / L-1, Londres - Kult 3D, Singapour - Cinquième galerie, PAris - *Nathalie Bereau, Chinon - 6, Mandel, Paris - Sculptur, Bamberg - Lisi Hämmerle, Bregenz - Gery Art, Namur - Lebenson, Paris - Marianne Sarrailh, Paris - Musée du Montparnasse, Paris - Nathalie et Alexandre Callay Project, Neuilly-sur-Seine - Root Am Savignyplatz, Berlin - spree, Paris - Stage-back, Shanghai - Visionairs, Paris |

## cutlog 2012

### Galeries 2012
| - A B C ontemporary, Zürich - Art Station, Zürich - Arting159, Lisbonne - Circle Culture, Berlin - Clear Edition, Tokyo - Edward Cutler, Milan - Frantic, Tokyo - Creative Growth, Oakland - Fabbrica EOS, Milan - Centre Steccata, Parme - Alex Schlesinger, Zürich - E.G.P., Londres - Angel Art, Milan - Bodo W. Hellman Fine Art, Leipzig - GRC-MG, Madrid - Antonio Nardone, Bruxelles | - Intuiti, Paris - Artistocratic, Bologne - Belartvita, Montlignon - Lazarew, Paris - Les Singuliers, Paris - STP, Greifswald - Nathalie Bereau, Chinon - 6, Mandel, Paris - Gowen Contemporary, Genève - Oltredimore, Bologne - Gasaprelli Arte Contemporanea, Fano - Giampiero Biasutti Arte Moderna e Contemporanea, Turin - spree, Paris - Graphem, Paris - Isis, Brighton - Werkstatt, Berlin |

## cutlog 2013

### Invités 2013
- Blanquet[7],[8],[9],[10]

### Jury 2013
- Fabrice Bousteau, rédacteur en chef de Beaux Arts magazine
- Bertrand Lavier, artiste
- Mark Alizart, LVMH
- Sydney Picasso, écrivain et collectionneur
- Chantal Thomass, designer
- Eugène Riconneaus, designer de chaussures
- Zhenchen Liu, artiste
- Barbara Carlotti, chanteuse
- Angélique Oussedik, ARTE

### Prix 2013
- Prix ARTE/cutlog: William Scott.
- Prix de la découverte: Geranos de Grégory Buchert.
- Prix des Nouvelles Écritures: Un film abécédaire d'Éléonore Saintagnan.

### Galeries 2013
| - Aperto projects, Montpellier - Label Hypothèse, Paris - Mains d’Œuvres, Paris - MoMO Galerie, Paris - Republic galerie, Paris - SCHAU ORTGalerie, Zürich - Art Connections, Tel Aviv - Beautiful Sea, Paris - Black Square, Miami - Bruno Massa, Paris - Canvas Galeria de Arte, Pampelune - Clear Edition & Gallery, Tokyo - Creative Growth, Oakland - Flowers, Londres - New York - Fragmental Museum, New York - Frantic, Tokyo - Fuman Art, Kuala Lumpur | - Graphem, Paris - Hoffmann + Weiss, Berlin - La S Grand Atelier, Vielsalm - Lebenson, Paris - Les Singuliers, Paris - Monica Cembrola, Paris - Nathalie Béreau, Chinon - Noda Contemporary, Nagoya - Olivier Robert, Paris - Romberg Arte Contemporanea Latina - Seymour Projects, Paris - Spree, Paris - Talmart, Paris - White Box Art Center, New York - Wolkonsky, Munich - Yael Rosenblut, Santiago du Chili - Zeugma, Cologne |